# Eternal Movement
Eternal Movement – trzeci album studyjny polskiej grupy muzycznej Tides From Nebula. Wydawnictwo ukazało się 2 października 2013 roku nakładem wytwórni muzycznej Mystic Production. Do nagrania płyty wykorzystanych zostało kilkanaście gitar, kilka zestawów bębnów oraz ogromna liczba brzmień klawiszy. Za produkcję odpowiedzialny był Norweg Christer-André Cederberg, współpracujący m.in. z grupą Anathema.
Promując płytę "Eternal Movement" Tides From Nebula stałi pierwszym instrumentalnym zespołem rockowym, który zagrał trasę po Indiach. Zespół zagrał także europejską trasę u boku After the Burial, Monuments i Circles. Na czterech koncertach polskiej trasy promującej album przed Tides From Nebula wystąpił Krzysztof Zalewski.
Do utwory "Only With Presence" powstał pierwszy w historii zespołu teledysk.

## Lista utworów
Opracowano na podstawie materiału źródłowego.
1. „Laughter Of Gods” - 5:20
2. „Only With Presence” - 5:21
3. „Satori” - 4:52
4. „Emptiness Of Yours And Mine” - 7:16
5. „Hollow Lights” - 5:06
6. „Now Run” - 5:14
7. „Let It Out, Let It Flow, Let It Fly” - 5:06
8. „Up From Eden” - 9:30